# Élections législatives de 1988 en Lot-et-Garonne
Les élections législatives françaises de 1988 se déroulent les 5 et 12 juin 1988.  Dans le département de Lot-et-Garonne, trois députés sont à élire dans le cadre de trois circonscriptions.

## Élus
| Circonscription | Député sortant        | Parti                 | Parti                 | Député élu ou réélu | Parti | Parti     |
| --------------- | --------------------- | --------------------- | --------------------- | ------------------- | ----- | --------- |
| 1re             | Scrutin proportionnel | Scrutin proportionnel | Scrutin proportionnel | Paul Chollet        |       | UDF (CDS) |
| 2e              | Scrutin proportionnel | Scrutin proportionnel | Scrutin proportionnel | Gérard Gouzes       |       | PS        |
| 3e              | Scrutin proportionnel | Scrutin proportionnel | Scrutin proportionnel | Marcel Garrouste    |       | PS        |

## Positionnement des partis
L'UDF et le RPR se présentent unis sous l'étiquette « Union du Rassemblement et du Centre » tandis que les candidats du Parti socialiste se rangent sous la bannière de la « Majorité présidentielle pour la France unie », slogan de la campagne présidentielle de François Mitterrand.

## Résultats

### Résultats à l'échelle du département
| Parti          | Parti                               | Premier tour | Premier tour | Second tour | Second tour | Sièges |
| Parti          | Parti                               | Voix         | %            | Voix        | %           | Sièges |
| -------------- | ----------------------------------- | ------------ | ------------ | ----------- | ----------- | ------ |
|                | Parti socialiste                    | 65 064       | 42,28        | 89 106      | 52,92       | 2      |
|                | La France unie                      | 65 064       | 42,28        | 89 106      | 52,92       | 2      |
|                |                                     |              |              |             |             |        |
|                | Rassemblement pour la République    | 35 879       | 23,31        | 50 583      | 30,04       | 0      |
|                | Union pour la démocratie française  | 21 917       | 14,24        | 28 681      | 17,03       | 1      |
|                | Divers droite                       | 678          | 0,44         |             |             | 0      |
|                | Union du Rassemblement et du Centre | 58 474       | 37,99        | 79 264      | 47,08       | 1      |
|                |                                     |              |              |             |             |        |
|                | Parti communiste français           | 16 197       | 10,52        |             |             | 0      |
|                | Front national                      | 14 171       | 9,21         | 0           |             |        |
|                |                                     |              |              |             |             |        |
| Inscrits       | Inscrits                            | 224 237      | 100,00       | 224 185     | 100,00      | 3      |
| Abstentions    | Abstentions                         | 66 491       | 29,65        | 50 571      | 22,56       |        |
| Votants        | Votants                             | 157 746      | 70,35        | 173 614     | 77,44       |        |
| Blancs et nuls | Blancs et nuls                      | 3 840        | 2,43         | 5 244       | 3,02        |        |
| Exprimés       | Exprimés                            | 153 906      | 97,57        | 168 370     | 96,98       |        |

### Résultats par circonscription

#### Première circonscription (Agen - Nérac)
| Candidat       | Candidat                        | Parti           | Premier tour | Premier tour | Second tour | Second tour |  |
| Candidat       | Candidat                        | Parti           | Voix         | %            | Voix        | %           |  |
| -------------- | ------------------------------- | --------------- | ------------ | ------------ | ----------- | ----------- |  |
|                | Paul Chollet sortant réélu      | UDF (CDS) (URC) | 21 917       | 42,55        | 28 681      | 50,39       |  |
|                | Christian Laurissergues sortant | PS              | 20 985       | 40,74        | 28 233      | 49,61       |  |
|                | Alain Fourgeaud                 | PCF             | 4 460        | 8,66         |             |             |  |
|                | Jacques Ravanello               | FN              | 4 143        | 8,04         |             |             |  |
|                |                                 |                 |              |              |             |             |  |
| Inscrits       | Inscrits                        | Inscrits        | 75 676       | 100,00       | 75 655      | 100,00      |  |
| Abstentions    | Abstentions                     | Abstentions     | 23 161       | 30,61        | 17 375      | 22,97       |  |
| Votants        | Votants                         | Votants         | 52 515       | 69,39        | 58 280      | 77,03       |  |
| Blancs et nuls | Blancs et nuls                  | Blancs et nuls  | 1 010        | 1,92         | 1 366       | 2,34        |  |
| Exprimés       | Exprimés                        | Exprimés        | 51 505       | 98,08        | 56 914      | 97,66       |  |

#### Deuxième circonscription (Marmande)
| Candidat       | Candidat          | Parti          | Premier tour | Premier tour | Second tour | Second tour |  |
| Candidat       | Candidat          | Parti          | Voix         | %            | Voix        | %           |  |
| -------------- | ----------------- | -------------- | ------------ | ------------ | ----------- | ----------- |  |
|                | Gérard Gouzes élu | PS             | 23 277       | 44,24        | 32 462      | 58,23       |  |
|                | Georges Richard   | RPR (URC)      | 16 566       | 31,48        | 23 283      | 41,77       |  |
|                | Jean Querbes      | PCF            | 7 920        | 15,05        |             |             |  |
|                | Henri Genin       | FN             | 4 855        | 9,23         |             |             |  |
|                |                   |                |              |              |             |             |  |
| Inscrits       | Inscrits          | Inscrits       | 74 958       | 100,00       | 74 946      | 100,00      |  |
| Abstentions    | Abstentions       | Abstentions    | 20 882       | 27,86        | 16 890      | 22,54       |  |
| Votants        | Votants           | Votants        | 54 076       | 72,14        | 58 056      | 77,46       |  |
| Blancs et nuls | Blancs et nuls    | Blancs et nuls | 1 458        | 2,7          | 2 311       | 3,98        |  |
| Exprimés       | Exprimés          | Exprimés       | 52 618       | 97,3         | 55 745      | 96,02       |  |

#### Troisième circonscription (Villeneuve-sur-Lot)
| Candidat       | Candidat               | Parti          | Premier tour | Premier tour | Second tour | Second tour |  |
| Candidat       | Candidat               | Parti          | Voix         | %            | Voix        | %           |  |
| -------------- | ---------------------- | -------------- | ------------ | ------------ | ----------- | ----------- |  |
|                | Marcel Garrouste élu   | PS             | 20 802       | 41,79        | 28 411      | 51          |  |
|                | Michel Gonelle sortant | RPR (URC)      | 19 313       | 38,79        | 27 300      | 49          |  |
|                | Roger Chauzy           | FN             | 5 173        | 10,39        |             |             |  |
|                | Willy Robinson         | PCF            | 3 817        | 7,67         |             |             |  |
|                | Mohamed Fettih         | Divers droite  | 678          | 1,36         |             |             |  |
|                |                        |                |              |              |             |             |  |
| Inscrits       | Inscrits               | Inscrits       | 73 603       | 100,00       | 73 584      | 100,00      |  |
| Abstentions    | Abstentions            | Abstentions    | 22 448       | 30,5         | 16 306      | 22,16       |  |
| Votants        | Votants                | Votants        | 51 155       | 69,5         | 57 278      | 77,84       |  |
| Blancs et nuls | Blancs et nuls         | Blancs et nuls | 1 372        | 2,68         | 1 567       | 2,74        |  |
| Exprimés       | Exprimés               | Exprimés       | 49 783       | 97,32        | 55 711      | 97,26       |  |